# Ducado de Moctezuma de Tultengo

Brasão dos duques de Moctezuma de Tultengo

O ducado de Moctezuma de Tultengo é um título nobiliárquico espanhol criado pela Rainha Isabel II em 11 de outubro de 1865 a favor de Antonio María Moctezuma-Marcilla de Teruel y Navarro, XIV conde de Moctezuma e Tultengo, por elevação do condado a um ducado de Moctezuma. A terminação de Tultengo (referência a vilarejo em Hidalgo) foi readicionada em 14 de janeiro  de 1992.

## História
Em 13 de novembro de 1627, Pedro Tesifón de Moctezuma y de la Cueva, dignatário da Ordem de Santiago, Visconde de Ilucán e Senhor de Tula, foi outorgado Conde de Moctezuma por Filipe IV da Espanha, como reparação pela deterioração da nobreza indígena da Nova Espanha. Seu pai, Don Diego Luis Moctezuma, era filho de Don Pedro Moctezuma, por sua vez, um filho de Moctezuma II, tlatoani asteca. Tanto Diego quanto Pedro muito se esforçaram em vida para reforçarem ante o Conselho das Índias a legitimidade de seus privilégios reais, frequentemente viajando para a Europa nestes empreendimentos.
Carlos II, por sua vez, renomeou o título como  Condado de Moctezuma de Tultengo. Em 15 de dezembro de 1765, Don Jerónimo María de Oca Nieto de Silva Cisneros y Moctezuma, VII Conde de Moctezuma de Tultengo, recebeu a ordem de Grandeza de Carlos III, e, em 11 de outubro de 1865, a Rainha Isabel II elevou o Condado de Moctezuma de Tultengo a Ducado de Moctezuma. Em 1992, por fim, João Carlos I restaurou a terminação de Tultengo ao título.
O atual titular do Ducado é Juan José Marcilla de Teruel-Moctezuma y Valcárcel, VI Duque de Moctezuma de Tultengo, cuja ordem foi expedida em 18 de dezembro de 2013 e publicada em 2014.